# Antoni Aleksander Iliński
Antoni Aleksander Iliński herb Lis, puis  Iskender Pacha (Mehmet İskender Paşa en turc) (1814-1861), est un officier polonais puis un pacha de l'empire ottoman. Il participa notamment à la révolution polonaise de 1830 et à la révolution hongroise de 1848 avant de s’illustrer dans les rangs de l'armée ottomane comme général.

## Biographie
Né dans ce qui était alors le royaume de Hongrie au sein d'une ancienne famille de la noblesse polonaise, Antoni Aleksander Iliński combat comme jeune officier des Légions lituanienne lors de l'Insurrection de novembre 1830 sous le commandement de Charles RóżyckiCharles Różyckiego puis s'exile en France. Il devient à partir de 1845 un agent diplomatique de l'Hôtel Lambert, dirigé depuis Paris par le prince Adam Jerzy Czartoryski. 
Iliński travaille ensuite avec Józef Bem dans plusieurs tentatives avortées de créations de Légion portugaise (1833) et de Légions polonaises, notamment en Espagne et en France. Il est arrêté en 1844 à Constantinople sur une demande de la Russie pour avoir prétendument travaillé à organiser des Légions cosaques ukrainiennes au sein de l'"Agence de l'Est" de Michał Czajkowski (en). La Russie fait pression pour obtenir son extradition mais les autorités ottomanes, indifférentes, acceptent l'offre de Iliński de se convertir à l'islam et de prendre la nationalité ottomane sous le nouveau nom de Mehmed Iskender. La Turquie l'engage immédiatement comme lieutenant-colonel sous le nom de Iskender Beg. Il participe néanmoins à la révolution hongroise de 1848-1849 où il combat auprès de Bem.
Il sert dans divers postes de commandements de l'armée ottomane pendant le règne de Abdülmecid Ier (1839-1861) en Bosnie-Herzégovine, dans la région du Danube, en Crimée, en Transcaucasie et à Bagdad dont il fut le gouverneur général et le commandant (1857). Il est promu au rang de pacha au cours de la guerre de Crimée en 1855. Il retourne à Constantinople en 1861 où il tombe soudainement malade après un banquet officiel. Il meurt le 2 juin 1861 et est enterré au cimetière Edirnekapı (Edirnekapı Şehitliği) de Constantinople. Il était, entre autres décorations, récipiendaire de l'ordre du Médjidié.

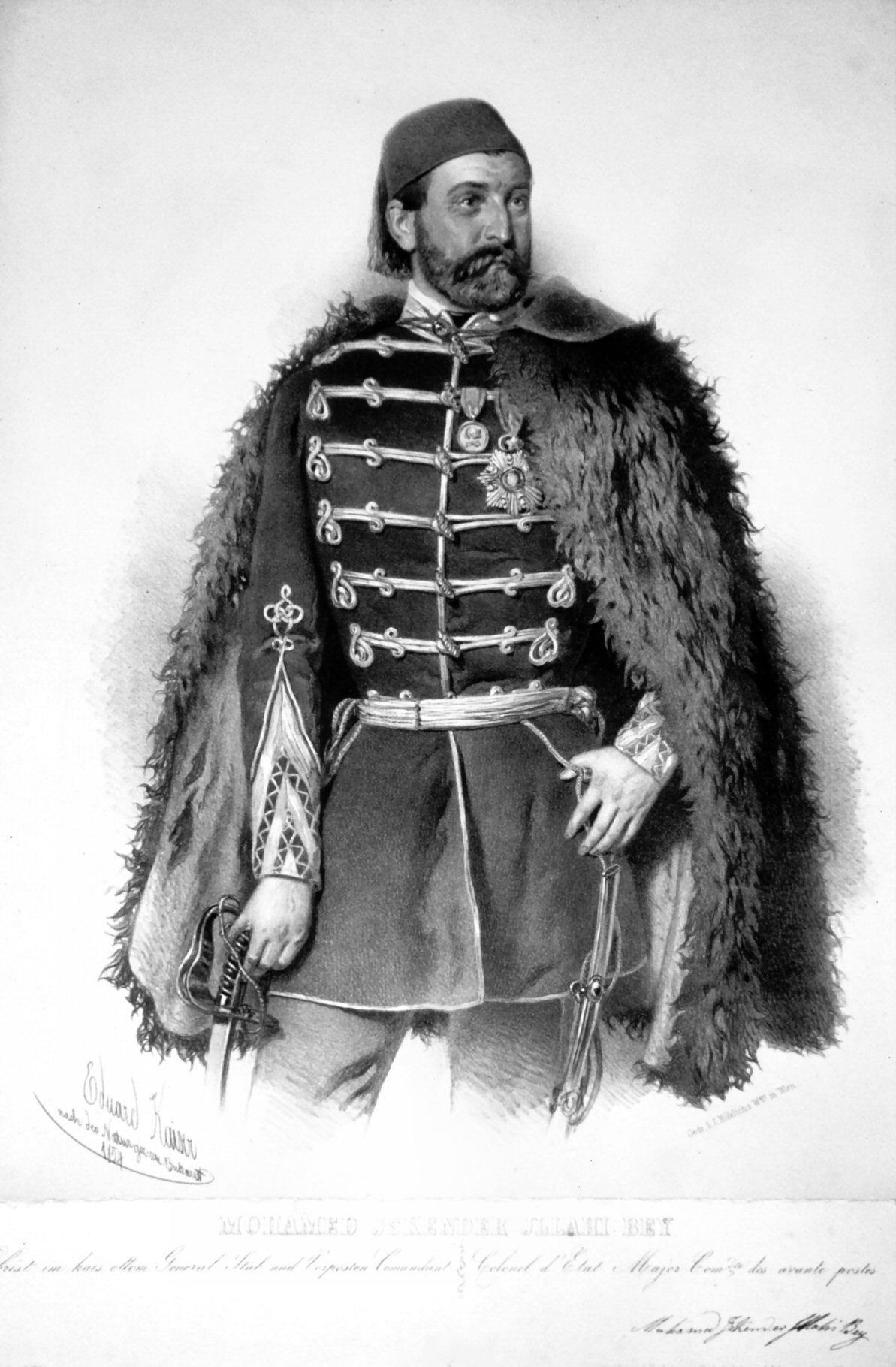
Iskender Bey, lithographie de 1854

## Sources, lien externe
- Latka, Jerzy : Adampol, Polska Wies Nad Bosforem, Cracovie, 1981.
- Latka, Jerzy : Lew Nasz, Lew Polski: Pasza Iskender (Antoni Ilinski), Cracovie-Gdansk, 1996.
- R.L.V. Blake : The Crimean War, Londres, Sphere Books Ltd., 1971, s. 137. (ang.)
- Mirgül Eren-Griffe : Osmanlı’nın Hizmetkarı, Istanbul, Babil Yayıncılık, 2005, s. 125-129. (tur.)